# Den Nya Politiken
Den Nya Politiken var en daglig kommunistisk tidning som utgavs i Stockholm från 30 augusti 1924 till 28 november 1925. Tidningen var organ för det utbrytarparti som bildades vid partisprängningen 1924. Redaktionen satt i Stockholm och redaktör  och ansvarig utgivare var partiets ordförande Zeth Höglund.
Tidningen var 6-dagars tidning med utgivning måndag till lördag. Priset för tidningen helår 1925 var 17 kr.

## Tryckning
Tidningen trycktes i svart. Den hade 8 sidor hela utgivningsperioden. Från tidningens start till 22 januari 1925 trycktes tidningen på Bröderna Sandbergs boktryckeri i Stockholm. Från den 23 januari till tidningens upphörande trycktes den på Gustaf Lindströms boktryckeri i Stockholm.